# 190 г. пр.н.е.
190 (сто и деветдесета) година преди новата ера (пр.н.е.) е година от доюлианския (Помпилийски) римски календар.

## Събития

### В Римската република
- Консули са Луций Корнелий Сципион Азиатски и Гай Лелий.
- В Плаценция и Кремона са изпратени допълнителни заселнци.[1]
- Консулът Луций Корнелий получава командване на войските в Гърция за довършване на войната с Антиох III, за което помага и изкаването на брат му Сципион Африкански, че ако това се случи и той ще участва във военната кампания.[2]
- Консулът Лелий получава командването в Италия.[2]

### В Гърция и Мала Азия
- Луций и Публий Сципион пристигат с войска в Етолия, за да се присъединят към Маний Ацилий Глабрион във войната с етолийците. С дипломатическата намеса на Атина етолийците си осигуряват шестмесечно примирие.[2]
- Братята Сципиони повеждат войската си по суша към Хелеспонта със съдействието на Филип V Македонски.[2]
- В морската битка при Мионеса римски флот под началството на Луций Емилий Регил побеждава голяма част от флота на Селевкидите.[2]
- Римската консулска войска навлиза и напредва в Мала Азия. В Битката при Магнезия римляните на Луций Сципион и съюзниците им окончателно разгромяват войската на цар Антиох III.[2][1]

### В Армения
- След поражението на Антиох стратезите му Арташес и Зариадър се разбунтуват и се обявяват за самостоятелни царе – Зариадър на Софена и Арташес I на Велика Армения.

## Родени
- Хипарх, древногръцки астроном, географ и математик (умрял 120 г. пр.н.е.)
- Корнелия Африканска, е втората дъщеря на Сципион Африкански, съпруга на Тиберий Семпроний Гракх Стари и майка на братята Гракхи (умрял 100 г. пр.н.е.)

## Починали
- Аполоний Пергски, древногръцки математик (роден 262 г. пр.н.е.)